# ジヒドロテストステロン
ジヒドロテストステロン（DHT 、5α-ジヒドロテストステロン、5α-DHT、アンドロスタノロンまたはスタノロン）は、内因性のアンドロゲンであり、性ホルモンおよびステロイドホルモンとして機能する。
男性ホルモンの標的細胞内における活性型ホルモンである。
前立腺、精嚢、精巣上体、皮膚、毛包、肝臓、脳などの特定の組織において5α-レダクターゼによってテストステロンからDHTに変換される。DHTはアンドロゲン受容体（AR）のアゴニストとしてテストステロンと比べてより強力に作用する（アンドロゲン作用が強い）。
DHTは頭髪減少（男性型脱毛＝AGA）や皮脂増加（痤瘡）、外性器の発達や前立腺の肥大と関連がある。
血中DHTの測定は、精巣内分泌機能などの異常が、5α-レダクターゼ欠損によるものかを調べるために測定されている。また、前立腺癌における内分泌療法(抗アンドロゲン療法)に対する臨床効果を予知する目的でも測定されている。

## 生物学的役割
DHTは、胚発生時の男性生殖器の性分化、思春期の陰茎と陰嚢の成熟、顔面・肉体・陰毛の成長、前立腺と精嚢の発達と維持に生物学的に重要である。DHTは、特定の組織において、5α-還元酵素という酵素によって、作用の弱いテストステロンから生成され、生殖器、前立腺、精嚢、皮膚、毛包において主要なアンドロゲンとなる。
DHTは、主に産生された組織において、イントラクリンおよびパラクリン方式でシグナルを発し、循環内分泌ホルモンとしての役割は、あったとしても僅かである。DHTの循環レベルは、総濃度および遊離濃度でそれぞれテストステロンの1⁄10および1⁄20であるが、前立腺のように5α-還元酵素が多く発現している組織では、局所的なDHTレベルはテストステロンの10倍に達することもある。また、DHTはテストステロンとは異なり、筋肉、脂肪、肝臓などのさまざまな組織で3α-ヒドロキシステロイドデヒドロゲナーゼ（3α-HSD）により非常に弱いアンドロゲンである3α-アンドロスタンジオールに不活性化され、これに関連して、DHTは医薬品として外因性に投与された場合、非常に貧弱な同化作用を示すことが報告されている。
| テストステロン               | ジヒドロテストステロン                     |
| ---------------------------- | ------------------------------------------ |
| 精子形成と生殖能力           | 前立腺肥大と前立腺癌リスク                 |
| 男性の筋骨格系の発達         | 顔面、腋窩、陰部、その他全身での体毛の増加 |
| 声変わり                     | 頭皮の側頭部の後退と男性型脱毛             |
| 皮脂分泌の増加とニキビの発生 |                                            |
| 性欲と勃起力の向上           |                                            |

DHTは、通常の生体機能に加えて、多毛症や脱毛症などの毛髪疾患や、前立腺肥大症（BPH）や前立腺癌などの前立腺疾患を含む多くのアンドロゲン依存性疾患において重要な原因となる。DHTの合成を阻害する5α-還元酵素阻害薬は、これらの疾患の予防および治療に有効である。さらに、DHTは、骨格筋のアミノ酸トランスポーターの漸増と機能に関与している可能性がある。
DHTの代謝物は、アンドロゲン受容体（AR）に依存しない独自の生物学的活性を持つ神経ステロイドとして作用することが知られている。3α-アンドロスタンジオールは、GABAA受容体の強力なポジティブアロステリック調節因子であり、3β-アンドロスタンジオールは、エストロゲン受容体（ER）サブタイプERβの強力かつ選択的な作動薬である。これらの代謝物は、DHT、ひいてはテストステロンの中枢作用（抗うつ作用、抗不安作用、報酬・興奮作用、抗ストレス作用、認知機能向上作用など）に重要な役割を果たしていると考えられる。

### 5α-還元酵素欠損症
DHTの生物学的役割の多くは、先天性5α-還元酵素II型欠損症患者の研究で明らかにされている。先天性5α-還元酵素II型欠損症は、体内でのDHTの産生を担う主要な酵素である5α-還元酵素II型をコードする遺伝子の機能低下変異によって引き起こされる間性（半陰陽）疾患である。本症は、5α-還元酵素II型の酵素が欠損して機能しなくなり、体内でのDHTの産生が部分的に、しかし大半が失われることが特徴である。本症では、循環テストステロン値は男性の正常範囲内あるいは僅かに上回るものの、DHT値は低く（正常値の約30％）、循環テストステロンとDHTの比率は大きく上昇している（正常値の約3.5～5倍）。
5α-還元酵素II型欠損の遺伝的男性（46,XY）は、仮性両性具有、仮性膣会陰部陰嚢部尿道下裂、そして通常は停留精巣を含む女性化（男性化不全）を持って誕生する。彼らの外性器は女性に似ており、マイクロペニス（小さな陰核のような陰茎）、部分的に融合していない陰唇のような陰嚢、そして盲端に終わる浅い膣袋を有する。男性器が目立たないため、この症状を持つ遺伝的男性は、通常、女児として育てられる。しかし、思春期になると、生殖器の部分的な男性化（陰茎がほぼ機能的なサイズに成長し、精巣が下降する）、声変わり、典型的な男性の筋骨格系の発達、女性の思春期に見られる月経や乳房の発達などの女性化の兆候が見られないなど、表現型的に男性的な二次性徴が見られる。さらに、正常な性欲と自発的な勃起が発達し、通常は女性を好む性的指向を示し、ほとんどすべての患児が男性の性自認を持つようになる。
それにもかかわらず、5α-還元酵素II型欠損症の男性は、いくつかの領域で継続的な男性的未熟の兆候を示している。ギュヴェドッチ族（Güevedoces）と呼ばれるドミニカ人男性の比較的大きなグループでは、髭がないか、まばらであった。しかし、世界の他の地域の患者では、髭がより多く観察されたが、同じコミュニティの他の男性に比べて髭はまだ少なかった。このような結果は、アンドロゲン依存性の性毛の成長の人種的な違いを反映している可能性がある。5α-還元酵素II型欠損症男性のアンドロゲン依存性の発毛パターンは女性型で、硬毛は主に腋窩と陰部の逆三角形に限定されている。これまでに報告されている5α-還元酵素II型欠損症の症例では、生え際の一時的な後退や男性型脱毛症は観察されていないが、これは通常、10代のほとんどすべての白人男性にある程度見られる。5α-還元酵素II型欠損症の患者は当初、面皰ができないと報告されていたが、その後の調査で皮脂分泌が正常であり、面皰ができることが判明した。
5α-還元酵素II型欠損症の遺伝的男性では、前立腺は未発達か存在しないかのいずれかであり、もし存在したとしても、生涯を通じて小さく未発達であり、触知できないままである。また、前立腺肥大症や前立腺癌は報告されていない。本症の遺伝的男性は、一般的に停留精巣による乏精子症を示すが、精巣が降下した場合には精子形成は正常であると報告されており、本症の男性が子供を産むことに成功した例も存在する。
5α-還元酵素II型欠損症の遺伝的女性は、男性とは異なり、表現型は正常である。しかし、この条件を持つ遺伝的男性と同様に、腕や脚の毛がない、腋毛がわずかに減少する、陰毛が中程度に減少するなど、体毛の成長が抑制されている。一方で、皮脂の分泌は正常であり、これは、皮脂分泌が完全に5α-還元酵素I型の制御下にあると思われることと一致している。

## 生物学的活性
DHTは、アンドロゲン受容体（AR）の強力なアゴニストであり、事実、この受容体の最も強力な内因性リガンドである。DHTのARに対する親和性（Kd）は0.25～0.5nMで、テストステロン（Kd=0.4～1.0nM）の約2～3倍、副腎のアンドロゲンの15～30倍に相当する。また、DHTのARからの解離速度は、テストステロンの解離速度よりも5倍遅いとされている。DHTのAR活性化のEC50は0.13nMで、テストステロン（EC50=0.66nM）よりも約5倍強い。バイオアッセイでは、DHTはテストステロンの2.5～10倍の効力があることが判明している。
DHTの体内での排泄半減期（53分）は、テストステロンの排泄半減期（34分）よりも長く、このことが両者の効力の違いの一部を説明していると考えられる。経皮的にDHTとテストステロンを投与した研究では、終末相半減期はそれぞれ2.83時間と1.29時間と報告されている。
DHTは、テストステロンのような他のアンドロゲンとは異なり、アロマターゼによってエストラジオールのようなエストロゲンに変換されない。そのため、DHTは、ARに結合することで生じるテストステロンの作用と、テストステロンがエストラジオールに変換され、その後、エストロゲン受容体（ER）に結合して活性化することで生じる作用を区別するために、研究の場で頻繁に使用されている。DHTは芳香族化されないが、それでも重要なER親和性と活性を持つ代謝物に変換される。これらは、ERβの優勢なアゴニストである、3α-アンドロスタンジオールと3β-アンドロスタンジオールである。

## 生化学

ステロイド合成の包括的な概要。左下にアンドロゲンを示す。

### 生合成

#### 主要経路
DHTは、5α-還元酵素によって、テストステロンから不可逆的に合成される。これは、生殖器（陰茎、陰嚢、陰核、大陰唇）、前立腺、皮膚、毛包、肝臓、脳などさまざまな組織で起こる。テストステロンの約5～7％がDHTに5α還元され、1日あたり約200～300μgのDHTが体内で合成される。ほとんどのDHTは、皮膚や肝臓などの末梢組織で生成されるが、血中を循環しているDHTのほとんどは、特に肝臓で生成されている。精巣および前立腺は、循環血中のDHT濃度にほとんど影響を与えない。
5α-還元酵素には、SRD5A1（タイプI）とSRD5A2（タイプII）という2つの主要なアイソフォームがあり、後者が最も生物学的に重要なアイソザイムである。また、第3の5α-還元酵素であるSRD5A3も存在する。SRD5A2は、生殖器、前立腺、副睾丸、精嚢、生殖器皮膚、顔面および胸毛の毛包、肝臓で最も高発現しており、特定の脳領域、非生殖器皮膚/毛包、精巣、腎臓では低発現である。SRD5A1は、非生殖器皮膚・毛包、肝臓、特定の脳領域で最も高発現しており、前立腺、副睾丸、精嚢、生殖器皮膚、精巣、副腎、腎臓では低発現である。皮膚では、5α-還元酵素が皮脂腺、汗腺、表皮細胞、毛包に発現している。頭皮の毛包では、どちらのアイソザイムも発現しているが、SRD5A2が優勢である。SRD5A2サブタイプは、前立腺で発現するほぼ唯一のアイソフォームである。

#### 迂回経路
特定の正常および病的な条件下では、中間体としてテストステロンを介さないルートで DHTが生成されることがある。この経路は、迂回経路と呼ばれている。
この経路は、17α-ヒドロキシプロゲステロン→5α-プレグナン-17α-オール-3,20-ジオン→5α-プレグナン-3α,17α-ジオール-20-オン→アンドロステロン→3α-アンドロスタンジオール→DHTという経路を辿る。
この経路は、高アンドロゲン血症の患者の臨床評価では必ずしも考慮されていない。この経路を無視すると、従来のアンドロゲン生合成経路では観察された結果を十分に説明できない場合に、診断上の落とし穴や混乱を招く可能性がある。

### 分布
DHTの血漿タンパク質結合率は99%以上である。男性では、約0.88%のDHTが結合せずに遊離しており、閉経前の女性では、約0.47～0.48%が結合していない。男性では、DHTは性ホルモン結合グロブリン（SHBG）に49.7％、アルブミンに39.2％、トランスコルチン（CBG）に0.22％結合するが、閉経前の女性では、DHTはSHBGに78.1～78.4％、アルブミンに21.0～21.3％、CBGに0.12％結合している。妊娠後期の女性では、わずか0.07%のDHTが結合しておらず、97.8%がSHBGに結合し、2.15%がアルブミンに、0.04%がCBGに結合している。DHTは、テストステロン、エストラジオール、その他のステロイドホルモンよりもSHBGに対する親和性が高い。
| ホルモン                                                                                 | グループ | 血中濃度 (nM) | 遊離型 (%) | SHBG (%) | CBG (%) | アルブミン(%) |
| ---------------------------------------------------------------------------------------- | -------- | ------------- | ---------- | -------- | ------- | ------------- |
| テストステロン                                                                           | 成人男性 | 23.0          | 2.23       | 44.3     | 3.56    | 49.9          |
| テストステロン                                                                           | 成人女性 |               |            |          |         |               |
| テストステロン                                                                           | 卵胞期   | 1.3           | 1.36       | 66.0     | 2.26    | 30.4          |
| テストステロン                                                                           | 黄体期   | 1.3           | 1.37       | 65.7     | 2.20    | 30.7          |
| テストステロン                                                                           | 妊娠中   | 4.7           | 0.23       | 95.4     | 0.82    | 3.6           |
| ジヒドロテストステロン                                                                   | 成人男性 | 1.70          | 0.88       | 49.7     | 0.22    | 39.2          |
| ジヒドロテストステロン                                                                   | 成人女性 |               |            |          |         |               |
| ジヒドロテストステロン                                                                   | 卵胞期   | 0.65          | 0.47       | 78.4     | 0.12    | 21.0          |
| ジヒドロテストステロン                                                                   | 黄体期   | 0.65          | 0.48       | 78.1     | 0.12    | 21.3          |
| ジヒドロテストステロン                                                                   | 妊娠中   | 0.93          | 0.07       | 97.8     | 0.04    | 21.2          |
| SHBG：性ホルモン結合グロブリン CBG：トランスコルチン（コルチコステロイド結合グロブリン） |          |               |            |          |         |               |

### 代謝
DHTは、肝臓や、皮膚などの肝外組織で、3α-ヒドロキシステロイドデヒドロゲナーゼと3β-ヒドロキシステロイドデヒドロゲナーゼによって、それぞれ3α-アンドロスタンジオールと3β-アンドロスタンジオールに不活化される。これらの代謝物は、それぞれアンドロステロンとエピアンドロステロンに変換され、グルクロン酸抱合や硫酸抱合を経て、血中に放出され、尿中に排泄される。
DHTは、テストステロンと異なり、エストラジオールのようなエストロゲンに芳香族化することができないため、エストロゲン作用の傾向はない。

### 排泄
DHTは、3α-アンドロスタンジオールやアンドロステロンなどの抱合体として尿中に排泄される。

### 血中・組織中濃度
血清中のDHT濃度は、テストステロンの約10％であるが、前立腺では、局所的に発現する5α-還元酵素によってテストステロンの90％以上がDHTに変換されるため、DHTはテストステロンの5～10倍の濃度になる。このため、DHTはテストステロンよりもはるかに強力なアンドロゲン受容体アゴニストであるという事実に加えて、DHTは前立腺の主要なアンドロゲンであると考えられている。

## 医学用途
海外では、DHTはアンドロゲンまたはアナボリックステロイド（AAS）として医療用医薬品に配合されている。DHTは、主に男性の性腺機能低下症の治療に使用される。医薬品として使用される場合、DHTは、アンドロスタノロン（INN）またはスタノロン（BAN）と呼ばれる。医薬品であるDHTの入手方法は限られており、米国およびカナダでは入手できないが、欧州の一部の国では入手可能である。DHTの製剤としては、頬または舌下に貼付する錠剤、局所的に塗布するジェル、油中のエステルとしてアンドロスタノロンプロピオン酸エステルやアンドロスタノロン吉草酸エステルなどの注射剤がある。

## 化学的特性
DHTは、5α-アンドロスタン-17β-オール-3-オンとしても知られ、C3位にケトン基、C17β位にヒドロキシ基を持つ天然のアンドロスタン系ステロイドである。テストステロンのC4とC5の間の二重結合が水素化された誘導体である。

## 歴史
DHTは、1935年にアドルフ・ブーテナントらによって初めて合成された。これは、同年初めに発見されたテストステロンの水素添加によって調製された。DHTは、1953年にAASとして医療用に導入され、テストステロンよりも強力だが、アンドロゲン活性が低いことが指摘された。DHTが内因性物質であることが解明されたのは、1956年にラット肝ホモジネート中でテストステロンから生成されることが示されてからである。さらに、DHTの生物学的重要性が認識されたのは、1960年代初頭、DHTが前立腺や精嚢などの標的組織において、循環するテストステロンから5α-還元酵素によって生成されることが判明し、バイオアッセイにおいてテストステロンよりも強力であることが判明してからである。ヒトにおけるDHTの生物学的機能は、1974年に5α-還元酵素II型欠損症が発見され、その特徴が明らかになったことで、より明確になった。DHTは、テストステロン、エストラジオール、プロゲステロンに続く、最後に発見された主要な性ホルモンであり、内分泌ホルモンとしてではなく、主にイントラクリンおよびパラクリンホルモンとして機能する唯一の主要な性ホルモンであるという点でユニークである。

## 注記
1. ↑  セカンドメッセンジャーおよび転写因子などの細胞内調節因子を指す[5]。
2. ↑  肝臓を均一に擂り潰した懸濁液